# Bathycolpodes excavata
Bathycolpodes excavata är en fjärilsart som beskrevs av W. Warren 1898. Bathycolpodes excavata ingår i släktet Bathycolpodes och familjen mätare. Inga underarter finns listade i Catalogue of Life.